# Rechtslage von BDSM
In diesem Artikel wird die rechtliche Lage von BDSM in einzelnen Staaten aufgeführt. Unabhängig davon, können pornographische Darstellungen von sexueller Gewalt trotz legaler Möglichkeiten BDSM auszuüben illegal sein.

## Deutschland
Mit gegenseitigem Einverständnis ausgeübte Praktiken aus dem Bereich BDSM sind in Deutschland im Regelfall nicht strafbar. Im Rahmen von Handlungen aus dem Bereich BDSM können folgende Straftatbestände relevant werden:
- Sexuelle Nötigung (§ 177 StGB)
- Sexueller Missbrauch widerstandsunfähiger Personen (§ 179 StGB)[1]
- Beleidigung (§ 185 StGB)
- Körperverletzung (§ 223 StGB)
- Gefährliche Körperverletzung (§ 224 StGB)
- Schwere Körperverletzung (§ 226 StGB)
- Freiheitsberaubung (§ 239 StGB)
- Nötigung (§ 240 StGB)

Für die Verwirklichung des Tatbestands der Nötigung muss die Anwendung von Gewalt oder die Drohung mit einem „empfindlichen Übel“ gegeben sein, im Falle der sexuellen Nötigung die Drohung mit einer Gefährdung für Leib und Leben. Sofern die Fortdauer der Handlung durch den Gebrauch eines Safewords unverzüglich beendet werden kann, sind beide Tatbestände nicht zu verwirklichen. Ähnliches gilt für den Tatbestand des sexuellen Missbrauchs widerstandsunfähiger Personen. Danach ist zu bestrafen, wer unter Ausnutzung der Widerstandsunfähigkeit sexuelle Handlungen an einem anderen vornimmt. Solange der nötige Widerstand, die Fortdauer der Handlung zu unterbrechen, durch den Gebrauch des Safewords aufgebracht werden kann, ist der Tatbestand nicht zu verwirklichen, da eine echte Widerstandslosigkeit nicht besteht.
Eine Beleidigung kann gemäß § 194 StGB nur auf Antrag des Beleidigten verfolgt werden. Eine Freiheitsberaubung ist verwirklicht, wenn das Opfer gemäß objektiver Betrachtung in der Freiheit der Wahl seines Aufenthaltsortes eingeschränkt wird.
Nach § 228 StGB handelt derjenige, der eine Körperverletzung mit Einwilligung der verletzten Person vornimmt, nur dann rechtswidrig, wenn die Tat trotz der Einwilligung gegen die guten Sitten verstößt. Am 26. Mai 2004 entschied der 2. Strafsenat des Bundesgerichtshofes (BGH), dass sadomasochistisch motivierte Körperverletzungen nicht an sich sittenwidrig sind und damit § 228 StGB prinzipiell bei sadomasochistischen Praktiken Anwendung findet. Allerdings ist das „Urteil über die Sittenwidrigkeit im Einzelfall abhängig vom Grad der Rechtsgutverletzung“, mit anderen Worten von den drohenden gesundheitlichen Folgen der Körperverletzung. Die Grenze zur Sittenwidrigkeit ist laut BGH auf jeden Fall überschritten, wenn „bei vorausschauender objektiver Betrachtung aller maßgeblichen Umstände der Einwilligende durch die Körperverletzungshandlung in konkrete Todesgefahr gebracht wird“. In dem Grundsatzurteil hob der BGH ein Urteil des Landgerichts Kassel auf, in dem ein Mann, der seine Partnerin auf deren Wunsch gewürgt und dabei unwillentlich erwürgt hatte, wegen fahrlässiger Tötung zu einer Bewährungsstrafe verurteilt worden war. Eine Verurteilung wegen Körperverletzung mit Todesfolge hatte das Landgericht abgelehnt, da die Tat seiner Auffassung nach mit Einwilligung des Opfers geschehen sei. Im zweiten Rechtsgang wurde der Mann wegen Körperverletzung mit Todesfolge ebenfalls zu einer Bewährungsstrafe verurteilt.
Nachdem in der Vergangenheit sadomasochistische Praktiken in Sorgerechtsprozessen wiederholt als Druckmittel gegen ehemalige Partner eingesetzt worden waren, stellte das Oberlandesgericht Hamm im Februar 2006 fest, dass die sexuelle Neigung zum Sado-Masochismus der Erziehungsfähigkeit eines Elternteils nicht entgegensteht. Die sexuelle Ausrichtung eines Elternteils sei grundsätzlich dessen Privatsache, es sei denn, diese habe negative Auswirkungen auf das Kind. Die sexuelle Veranlagung eines Elternteils sei für sich alleine genommen keine Disqualifikation als Sorgerechtsinhaber. Beurteilungen von Lebenswandel und Moral seien ebenfalls immer nur in ihren Auswirkungen auf das Kind zu beurteilen, was je nach Altersstufe des Kindes unterschiedlich sein könne.
Ein mehrfach und erheblich vorbestrafter Neurochirurg, der im Internet ein Profil mit der Aussage „dominant sadistisch“ versah und von zwei Patientinnen sadistischer Sexualpraktiken bezichtigt wurde, erhielt am 10. März 2010 von der Bezirksregierung einen Bescheid über den Widerruf seiner Approbation. Auf die Klage des Arztes hob das Verwaltungsgericht Arnsberg den Widerrufsbescheid der Bezirksregierung auf und gestattete ihm die Fortsetzung seiner ärztlichen Betätigung, weil durch sein Verhalten die Voraussetzungen für den Widerruf der ärztlichen Approbation nicht erfüllt seien.

## Österreich
Nach § 90 Abs 1 StGB ist eine Körperverletzung (§ 83 Abs 2 StGB) oder eine Gefährdung der körperlichen Sicherheit (§ 89 StGB, Bezug nehmend auf § 81, Fahrlässige Tötung) nicht strafbar, wenn das „Opfer“ einwilligt und die Verletzung oder Gefährdung als solche nicht gegen die (aktuell geltenden) guten Sitten verstößt. Eine leichte Verletzung (im Urteil: „Striemen nach Fesselung und Auspeitschen“) ist bei Einwilligung des „Opfers“ grundsätzlich erlaubt. Strafbar ist es auf jeden Fall, wenn es vorhersehbare schwere Körperverletzungen (§ 84 Abs 1 StGB, das ist eine Gesundheitsschädigung oder eine Berufsunfähigkeit, die länger als 24 Tage dauert) oder den Tod des „Opfers“ zur Folge hat. Im Zuge des Kampfs gegen die Beschneidung weiblicher Genitalien ist nach § 90 Abs 3 StGB eine Verletzung, welche geeignet ist eine „nachhaltige Beeinträchtigung des sexuellen Empfindens herbeizuführen“, explizit von einer möglichen Zustimmung ausgenommen. Bei der Gefährdung der körperlichen Sicherheit kommt es darauf an, wie wahrscheinlich es ist, dass eine Verletzung auch tatsächlich eintritt. Ist die schwere Verletzung oder gar der Tod wahrscheinlich, so ist die Gefährdung jedenfalls strafbar.
Zum konkreten Fall der leichten Körperverletzung durch Handlungen im BDSM-Bereich gibt es allerdings keine gefestigte Rechtsprechung. Es kann durchaus sein, dass der Oberste Gerichtshof im BDSM-Bereich auch leichte Körperverletzung abseits von Striemen als sittenwidrig und somit als strafbar ansieht. Ob eine Handlung gegen die guten Sitten verstößt, hängt in Österreich nämlich davon ab, ob einem vorbildlichen Menschen die Sorge um die Gesundheit des „Opfers“ wichtiger wäre als die Rücksicht auf dessen Wünsche. Es besteht also keine Rechtssicherheit.

## Schweiz
Die sexuelle Mündigkeit beginnt in der Schweiz mit 16 Jahren, was auch für BDSM-Spiele gilt. Selbst Kinder (d. h. unter 16-Jährige) machen sich nicht strafbar, sofern der Altersunterschied zwischen den Beteiligten unter drei Jahren liegt. Gewisse Praktiken erfordern jedoch die Einwilligung zur leichten Körperverletzung und sind deshalb erst ab 18 Jahren erlaubt. Seit der Verschärfung des Schweizerischen Strafgesetzbuches Art. 135 und 197 am 1. April 2002 ist in der Schweiz der Besitz von „Gegenständen oder Vorführungen […], die sexuelle Handlungen mit Gewalttätigkeiten zum Inhalt haben“, strafbar. Dieses Gesetz kommt einer pauschalen Kriminalisierung von Sadomasochisten nahe, da bei so gut wie jedem Sadomasochisten Medien zu finden sind, die diesen Kriterien entsprechen. Kritiker bemängeln weiterhin, dass Sadomasochisten nach dem Wortlaut des Gesetzes in die Nähe von Pädophilen und Päderasten gestellt werden.

## Großbritannien
Das britische Strafrecht erlaubt keine Einwilligung in Körperverletzung bei sadomasochistischen Praktiken. Dies führt zu der etwas skurrilen Situation, dass Großbritannien und insbesondere London als Weltzentrum der eng verwandten Fetischismus-Szene gelten, es aber für die BDSM-Szene fast ausschließlich private und keine mit der deutschen Spielparty-Szene vergleichbaren Veranstaltungen gibt. Dieser Umstand wird z. B. in dem Film Preaching to the Perverted komödiantisch aufs Korn genommen. Aufmerksamkeit erreichten vor allem mehrere Gerichtsverfahren, die unter der Bezeichnung Spanner Case zusammengefasst werden und als Vorlage für diesen Film gelten. Im Verlauf dieser Verfahren wurde eine Anzahl homosexueller BDSMler wegen der Ausübung einvernehmlicher sadomasochistischer Praktiken in Großbritannien verurteilt.
Am 19. Februar 1997 urteilte der Europäische Gerichtshof für Menschenrechte bezüglich dieser Verfahren, dass jeder Staat eigene Gesetze gegen Körperverletzung erlassen darf, unabhängig davon, ob die Körperverletzung einvernehmlich ist oder nicht. Im Juni 2007 nutzte die britische Regierung diese Entscheidung, um auch Bild- und Filmmaterial, das entsprechendes einvernehmliches Verhalten unter Erwachsenen darstellt, im Rahmen der Criminal Justice And Immigration Bill als „Extreme Pornographie“ einzustufen und daher zu verbieten.